# Auguste de la Rive
Auguste de la Rive (Genebra, 9 de outubro de 1801 – Marselha, 27 de novembro de 1873) foi um engenheiro e físico suíço.
Na Universidade de Genebra participou em 1822 em experiências electromagnéticas com André Marie Ampère, que decidiu por sua vocação como físico. Foi professor de física geral em 1823 e depois de física experimental em 1825, nesta mesma universidade, e fez da electricidade o seu principal campo de pesquisa, apresentando-se como promotor de uma teoria química sobre a pilha eléctrica.

## Reconhecimento
Sua regulação e ajustamento da douração por galvanização valeu-lhe o prix Montyon da Academia de Ciências de Paris em 1840, enquanto ao seu "Traité d'électrique théorique et appliquée" (3 vol., 1854-1858) fazia o ponto dos conhecimentos justamente antes das descobertas fundamentais de James Clerk Maxwell.
Relativamente à terra, estudou a temperatura a grandes profundidades, analisou o ozono e elaborou uma teoria electromagnética da aurora boreal. 
de la Rive foi um dos oito associados estrangeiros de Academia de Ciências de Paris (1864).

## Personagem
Figura marcante da comunidade científica genebrina, retomou em 1836 a redacção da Bibliothèque universelle, um periódico genebrino criado em 1796, cuja parte científica, lançada por ele em 1841, "Archives de l'électricité", para se tornar a partir de 1846 os "Archives des sciences physiques et naturelles".
Secretário do Senado académico ente 1823 e 1836, e membro do Conselho representativo (1829-1841), teve um papel importante nas reformas da instrução pública genebrina. Depois da Revolução de 1846, demissiona da academia e funda uma escola livre onde ensinará até 1853.
Ministro plenipotenciário na Inglaterra durante a integração da Sabóia à França em 1860, retomou temporariamente a política como deputado responsável da Constituição de 1861, no Grande Conselho de Genebra entre 1862 e 1864.